# Meridianville
Meridianville – jednostka osadnicza w Stanach Zjednoczonych, w stanie Alabama, w hrabstwie Madison.